# Neil Aspinall
Neil Aspinall (Prestatyn, 13 de outubro de 1941 — Nova Iorque, 24 de março de 2008) foi um executivo e produtor musical britânico. Intimamente ligado à carreira dos Beatles desde o seu início, Neil contribuiu para a produção musical do famoso quarteto com idéias criativas.
Amigo de escola de Paul McCartney e George Harrison, ele chefiou a empresa dos Beatles, Apple Corps.
Os Beatles contrataram Aspinall primeiro como seu road manager, o que incluía dirigir sua velha van Commer para ir e voltar dos shows, tanto de dia quanto de noite. Depois que Mal Evans começou a trabalhar para os Beatles, Aspinall foi promovido a seu assistente pessoal, tornando-se posteriormente presidente-executivo de sua empresa, a Apple Corps, posteriormente após o fim dos Beatles, Aspinall foi contratado por Ringo Starr para supervisionar o setor de marketing da empresa de Starr a "Startling Music Ltd", porém saiu da empresa em 2007 mesmo ano em que se aposentou.

Em nome da Apple, Aspinall esteve envolvido em processos judiciais notáveis contra Allen Klein, EMI e Apple Computer. Ele supervisionava o marketing de música, vídeos e merchandising, além de ser diretor da Standby Films, que funcionava de sua casa em Twickenham, Londres. Em 10 de abril de 2007, Aspinall aposentou-se da Apple Corps e morreu de câncer de pulmão em Nova Iorque em 2008.